# Omar Pabst
Omar Pabst Renard (Santiago, 8 de febrero de 1940-14 de octubre de 1974) fue un tenista de los años 1960 y economista chileno. Fue la primera persona de dicho país en participar en los cuatro torneos de Grand Slam y en el Abierto de Australia, en 1965.

## Trayectoria deportiva
Fue el campeón juvenil individual de Chile en 1956 y 1957. En 1958 participó en el Orange Bowl sub-18, consiguiendo el tercer lugar en dobles con su hermano Ernesto Pabst. Ese mismo año Omar recibió una beca deportiva por parte de su colegio para estudiar economía en la Universidad de Portland en Oregón, Estados Unidos. Como jugador universitario fue número 1 de la Conferencia Noroeste, por lo que fue elegido como el «mejor deportista» de la universidad en 1961 y 1962, entrando a su Salón de la Fama en 1993.
En 1963 regresó a Chile y se enfocó en el circuito tenístico internacional en la era aficionada. En 1964 ganó el Campeonato Nacional de Bolivia. En 1965 jugó los cuatro torneos de Grand Slam, llegando a primera ronda individualmente. Fue jugador del equipo chileno de Copa Davis en 1965, 1966 y 1968. De sus cuatro partidos en el torneo, ganó y cayó en dos. Fue el capitán de 1969 a 1972. Este último año el equipo llegó a la final de la Zona Americana ante Estados Unidos, correspondiente a cuartos de final. Fue sucedido por Marcelo Taverne.

## Vida personal
Estudió en el Saint George's College en Santiago. Con 30 años se convirtió en gerente general de Canal 13 de Chile. En 1974 dejó sus funciones por órdenes superiores de la dictadura militar.
Falleció en 1974 con 34 años por un accidente doméstico. Desde ese mismo año, es realizado en su honor el Torneo Omar Pabst, campeonato que fue ATP y actualmente es grado ITF 700 para veteranos.